# Lijst van gemeentelijke monumenten in Amstelveen
De gemeente Amstelveen telt 145 gemeentelijke monumenten inclusief gemeentelijk beschermde dorpsgezichten. 
| Object | Bouwjaar                                | Architect                                                        | Locatie                                                     | Coördinaten                   | Nr.        | Afbeelding                                                                                                 |
| --- | --------------------------------------- | ---------------------------------------------------------------- | ----------------------------------------------------------- | ----------------------------- | ---------- | --- |
| In de Groene Hagedis                                                                                       | 1914                                    | L. van der Bijl                                                  | Amsterdamseweg 485                                          | 52° 18' 46" NB, 4° 50' 49" OL | 0362/10037 | In de Groene Hagedis                                                                                       |
| Villa Aemstelle                                                                                            | 1926                                    | H. van der Bijl                                                  | Amsterdamseweg 511                                          | 52° 19' 13" NB, 4° 51' 26" OL | 0362/10038 | Villa Aemstelle                                                                                            |
| Twee-onder-een-kap, gevelwand                                                                              | 1927                                    |                                                                  | Badlaan 2A, 4                                               | 52° 18' 10" NB, 4° 50' 46" OL | 0362/10039 | Twee-onder-een-kap, gevelwand                                                                              |
| Twee-onder-een-kap, gevelwand                                                                              | 1925                                    |                                                                  | Badlaan 6, 8                                                | 52° 18' 10" NB, 4° 50' 45" OL | 0362/10040 | Twee-onder-een-kap, gevelwand                                                                              |
| Villa, vm woonhuis architect P. Heijn                                                                      | 1922                                    | P. Heijn                                                         | Badlaan 10                                                  | 52° 18' 10" NB, 4° 50' 44" OL | 0362/10041 | Villa, vm woonhuis architect P. Heijn                                                                      |
| Villa | 1924                                    | Joh. A. Bakhuizen                                                | Badlaan 12                                                  | 52° 18' 10" NB, 4° 50' 43" OL | 0362/10042 | Villa |
| Woonhuis                                                                                                   | 1931                                    | A.R. de Vries & W. Pool                                          | Baljuwenlaan 26                                             | 52° 19' 17" NB, 4° 51' 39" OL | 0362/10043 | Upload foto                                                                                                |
| Complex Het Palet Zuid                                                                                     | 1954-1955                               | Gemeentewerken                                                   | Benderslaan 2, 4                                            | 52° 17' 47" NB, 4° 51' 26" OL | 0362/10044 | Complex Het Palet Zuid                                                                                     |
| Villa | 1935                                    | architectenbureau Versteeg                                       | Bovenkerkerkade 3                                           | 52° 18' 3" NB, 4° 50' 57" OL  | 0362/10045 | Villa |
| Poldergemaal, complex met Machineweg MP stuw en sluis                                                      | 1878, restauratie 1973                  |                                                                  | Amsteldijk Noord 69                                         | 52° 18' 42" NB, 4° 54' 15" OL | 0362/10001 | Poldergemaal, complex met Machineweg MP stuw en sluis                                                      |
| Dubbel woonhuis en kaasboerderij Rembrandt                                                                 | 1904                                    |                                                                  | Amsteldijk Noord 127/128                                    | 52° 19' 9" NB, 4° 54' 23" OL  | 0362/10002 | Dubbel woonhuis en kaasboerderij Rembrandt                                                                 |
| Villa (MIP 7888)                                                                                           | 1937                                    | Frans Jurrema en J.H. Antonisse                                  | Amsteldijk Noord 167                                        | 52° 19' 17" NB, 4° 53' 47" OL | 0362/10003 | Villa (MIP 7888)                                                                                           |
| Villa (MIP 7889)                                                                                           | 1936                                    | Frans Jurrema                                                    | Amsteldijk Noord 168                                        | 52° 19' 17" NB, 4° 53' 46" OL | 0362/10004 | Villa (MIP 7889)                                                                                           |
| Vm gemeentelijk abattoir met kantoor en bovenwoning                                                        | 1928                                    | P.M.A. Huurman, Willem Stok & ir H.F. Mertens                    | Amsteldijk Zuid 67/67A                                      | 52° 17' 34" NB, 4° 53' 24" OL | 0362/10005 | Vm gemeentelijk abattoir met kantoor en bovenwoning                                                        |
| Voormalige boerderij Van Buuren met drie lindebomen                                                        | ca 1855                                 |                                                                  | Amsteldijk Zuid 74                                          | 52° 17' 27" NB, 4° 53' 17" OL | 0362/10006 | Voormalige boerderij Van Buuren met drie lindebomen                                                        |
| Boerderij De Waardhuizen                                                                                   | 18e eeuw                                |                                                                  | Amsteldijk Zuid 81                                          | 52° 16' 59" NB, 4° 52' 58" OL | 0362/10007 | Boerderij De Waardhuizen                                                                                   |
| Voormalige boerderij                                                                                       | laatste kwart 19e eeuw                  |                                                                  | Amsteldijk Zuid 122                                         | 52° 15' 47" NB, 4° 52' 48" OL | 0362/10008 | Voormalige boerderij                                                                                       |
| Vm parochiale St. Josephschool                                                                             | 1921                                    | P.J. Pieters                                                     | Amsteldijk Zuid 138                                         | 52° 15' 41" NB, 4° 52' 29" OL | 0362/10009 | Vm parochiale St. Josephschool                                                                             |
| Woonhuis (kerkbestuur St. Urbanuskerk)                                                                     | 1914                                    | P.J. de Bruijn                                                   | Amsteldijk Zuid 146                                         | 52° 15' 39" NB, 4° 52' 22" OL | 0362/10010 | Woonhuis (kerkbestuur St. Urbanuskerk)                                                                     |
| Woonhuis                                                                                                   | laatste kwart 19e eeuw                  |                                                                  | Amsteldijk Zuid 150                                         | 52° 15' 37" NB, 4° 52' 21" OL | 0362/10011 | Woonhuis                                                                                                   |
| Woonhuis                                                                                                   | eerste kwart 19e eeuw                   |                                                                  | Amsteldijk Zuid 167                                         | 52° 15' 30" NB, 4° 52' 23" OL | 0362/10012 | Woonhuis                                                                                                   |
| Woon-zorgboerderij, voormalige boerderij alleen voorhuis met 1 beuk en 1 taxus                             | vermoedelijk 1874                       |                                                                  | Amsteldijk Zuid 194                                         | 52° 15' 6" NB, 4° 51' 59" OL  | 0362/10013 | Woon-zorgboerderij, voormalige boerderij alleen voorhuis met 1 beuk en 1 taxus                             |
| Woonhuis (MIP 7834)                                                                                        | 1909                                    |                                                                  | Amstelzijde 20                                              | 52° 17' 47" NB, 4° 54' 0" OL  | 0362/10014 | Woonhuis (MIP 7834)                                                                                        |
| Woonhuis (MIP 7834)                                                                                        | 1909                                    |                                                                  | Amstelzijde 22                                              | 52° 17' 47" NB, 4° 54' 1" OL  | 0362/10015 | Woonhuis (MIP 7834)                                                                                        |
| Woonhuis                                                                                                   | 19e eeuw                                |                                                                  | Amstelzijde 25                                              | 52° 17' 48" NB, 4° 53' 60" OL | 0362/10016 | Woonhuis                                                                                                   |
| Woonhuis                                                                                                   | 19e eeuw                                |                                                                  | Amstelzijde 27                                              | 52° 17' 48" NB, 4° 53' 60" OL | 0362/10017 | Woonhuis                                                                                                   |
| Woonhuis                                                                                                   | 18e eeuw                                |                                                                  | Amstelzijde 29                                              | 52° 17' 48" NB, 4° 54' 0" OL  | 0362/10018 | Woonhuis                                                                                                   |
| Dubbel woonhuis met winkel, voormalige woning-smederij                                                     | 18e/19e eeuw                            |                                                                  | Amstelzijde 31                                              | 52° 17' 48" NB, 4° 54' 1" OL  | 0362/10019 | Dubbel woonhuis met winkel, voormalige woning-smederij                                                     |
| Woonhuis voormalig winkelwoonhuis                                                                          | 19e eeuw                                |                                                                  | Amstelzijde 32                                              | 52° 17' 47" NB, 4° 54' 1" OL  | 0362/10020 | Woonhuis voormalig winkelwoonhuis                                                                          |
| Woonhuis, voormalig winkelwoonhuis met werkplaats                                                          | 19e eeuw                                |                                                                  | Amstelzijde 39                                              | 52° 17' 50" NB, 4° 54' 0" OL  | 0362/10021 | Woonhuis, voormalig winkelwoonhuis met werkplaats                                                          |
| Woonhuis, voormalig winkelwoonhuis                                                                         | 19e eeuw                                |                                                                  | Amstelzijde 41                                              | 52° 17' 50" NB, 4° 54' 0" OL  | 0362/10022 | Woonhuis, voormalig winkelwoonhuis                                                                         |
| Woonhuis, voormalig winkelwoonhuis                                                                         | 19e eeuw                                |                                                                  | Amstelzijde 43                                              | 52° 17' 50" NB, 4° 54' 0" OL  | 0362/10023 | Woonhuis, voormalig winkelwoonhuis                                                                         |
| Woonhuis, voormalig winkelwoonhuis                                                                         | 19e eeuw                                |                                                                  | Amstelzijde 44                                              | 52° 17' 48" NB, 4° 54' 2" OL  | 0362/10024 | Woonhuis, voormalig winkelwoonhuis                                                                         |
| Helft van dubbel woonhuis, voormalig winkelwoonhuis                                                        | 19e eeuw                                |                                                                  | Amstelzijde 63                                              | 52° 17' 52" NB, 4° 53' 57" OL | 0362/10025 | Helft van dubbel woonhuis, voormalig winkelwoonhuis                                                        |
| Helft van dubbel woonhuis, voormalig winkelwoonhuis                                                        | 19e eeuw                                |                                                                  | Amstelzijde 65                                              | 52° 17' 52" NB, 4° 53' 56" OL | 0362/10026 | Helft van dubbel woonhuis, voormalig winkelwoonhuis                                                        |
| Woonhuis, voormalig winkelwoonhuis                                                                         | 19e eeuw                                | J.C. Teunisse                                                    | Amstelzijde 67                                              | 52° 17' 52" NB, 4° 53' 56" OL | 0362/10027 | Woonhuis, voormalig winkelwoonhuis                                                                         |
| Woonhuis, voormalig winkelwoonhuis                                                                         | 19e eeuw                                |                                                                  | Amstelzijde 69                                              | 52° 17' 49" NB, 4° 54' 1" OL  | 0362/10028 | Upload foto                                                                                                |
| Woonhuis                                                                                                   | 19e eeuw                                |                                                                  | Amstelzijde 79                                              | 52° 17' 52" NB, 4° 53' 58" OL | 0362/10029 | Woonhuis                                                                                                   |
| Woonhuis                                                                                                   | 19e eeuw                                |                                                                  | Amstelzijde 81                                              | 52° 17' 53" NB, 4° 53' 57" OL | 0362/10030 | Woonhuis                                                                                                   |
| Vm H. Engelbewaarderschool                                                                                 | 1929                                    | J.P.L. Hendriks en H.C.M. van Beers                              | Amsterdamseweg 24                                           | 52° 18' 18" NB, 4° 50' 50" OL | 0362/10031 | Vm H. Engelbewaarderschool                                                                                 |
| Vm Van Speykschool                                                                                         | 1925                                    | L. van der Bijl                                                  | Amsterdamseweg 273                                          | 52° 18' 51" NB, 4° 50' 47" OL | 0362/10032 | Vm Van Speykschool                                                                                         |
| Vm villa                                                                                                   | 1937                                    | H.F. Sijmons                                                     | Amsterdamseweg 283                                          | 52° 18' 55" NB, 4° 50' 48" OL | 0362/10033 | Vm villa                                                                                                   |
| Johanneskapel                                                                                              | 1928                                    | A. Ingwersen                                                     | Amsterdamseweg 311                                          | 52° 18' 57" NB, 4° 50' 59" OL | 0362/10034 | Johanneskapel                                                                                              |
| Helft van twee-onder-een-kap                                                                               | 1925                                    | H. van der Bijl                                                  | Amsterdamseweg 479                                          | 52° 19' 6" NB, 4° 51' 25" OL  | 0362/10035 | Helft van twee-onder-een-kap                                                                               |
| Helft van twee-onder-een-kap                                                                               | 1925                                    | H. van der Bijl                                                  | Amsterdamseweg 481                                          | 52° 19' 7" NB, 4° 51' 25" OL  | 0362/10036 | Helft van twee-onder-een-kap                                                                               |
| Voormalig spoorwegwachterswoning en halte Kalfjeslaan 9                                                    | 1914                                    |                                                                  | Nieuwe Kalfjeslaan 9                                        | 52° 19' 17" NB, 4° 51' 23" OL | 0362/10073 | Voormalig spoorwegwachterswoning en halte Kalfjeslaan 9                                                    |
| Voormalig spoorwegwachterswoning en station Bovenkerk 'Woning nr. 31'                                      | 1913                                    |                                                                  | Noorddammerlaan 36                                          | 52° 17' 33" NB, 4° 50' 26" OL | 0362/10074 | Voormalig spoorwegwachterswoning en station Bovenkerk 'Woning nr. 31'                                      |
| Boerderij                                                                                                  | laatste kwart 19e eeuw                  |                                                                  | Noorddammerweg 99                                           | 52° 15' 47" NB, 4° 48' 38" OL | 0362/10075 | Boerderij                                                                                                  |
| Boerderij Adriaanhoeve                                                                                     | laatste kwart 19e eeuw                  |                                                                  | Noorddammerweg 104                                          | 52° 15' 46" NB, 4° 48' 43" OL | 0362/10076 | Boerderij Adriaanhoeve                                                                                     |
| Vm marechausseekazerne                                                                                     | 1921                                    | Genie Amsterdam                                                  | Ouderkerkerlaan 1, 2 en 3                                   | 52° 18' 6" NB, 4° 50' 55" OL  | 0362/10077 | Vm marechausseekazerne                                                                                     |
| Vm Christelijke school voor ULO                                                                            | 1926                                    | A. Ingwersen                                                     | Ouderkerkerlaan 14,15                                       | 52° 18' 3" NB, 4° 51' 5" OL   | 0362/10078 | Vm Christelijke school voor ULO                                                                            |
| Woonhuis en garage                                                                                         | 1948                                    | W. Hol                                                           | Parklaan 5                                                  | 52° 18' 19" NB, 4° 50' 53" OL | 0362/10079 | Woonhuis en garage                                                                                         |
| Dwarshuisboerderij 'Mariahoeve' en vm zomerhuis                                                            | 4e kwart 19e eeuw                       |                                                                  | Ringdijk Bovenkerker Polder 1                               | 52° 16' 49" NB, 4° 52' 37" OL | 0362/10080 | Upload foto                                                                                                |
| Samengevoegde arbeidershuisjes vh 5 en 6 behorende bij boerderij nr. 7                                     | ca 1900                                 |                                                                  | Ringdijk Bovenkerker Polder 6                               | 52° 16' 36" NB, 4° 52' 37" OL | 0362/10081 | Upload foto                                                                                                |
| Boerderij                                                                                                  | 1923                                    |                                                                  | Ringdijk Bovenkerker Polder 7                               | 52° 16' 34" NB, 4° 52' 43" OL | 0362/10082 | Upload foto                                                                                                |
| Boerderij                                                                                                  | 3e kwart 19e eeuw                       |                                                                  | Ringdijk Bovenkerker Polder 22                              | 52° 15' 46" NB, 4° 52' 16" OL | 0362/10084 | Upload foto                                                                                                |
| Stolpboerderij 'Kerkzicht'                                                                                 | ca 1885                                 |                                                                  | Ringdijk Bovenkerker Polder 23                              | 52° 15' 38" NB, 4° 52' 8" OL  | 0362/10085 | Upload foto                                                                                                |
| Stolpboerderij                                                                                             | 1885                                    |                                                                  | Ringdijk Bovenkerker Polder 25                              | 52° 15' 26" NB, 4° 51' 59" OL | 0362/10086 | Upload foto                                                                                                |
| Voormalig spoorwegstation Amstelveen met stationswachterswoning en vrijstaand privaatgebouw met bergplaats | 1912                                    |                                                                  | Stationsstraat 28, 28B en 30                                | 52° 18' 6" NB, 4° 50' 52" OL  | 0362/10087 | Voormalig spoorwegstation Amstelveen met stationswachterswoning en vrijstaand privaatgebouw met bergplaats |
| Rietveldwoning, huize Dolk                                                                                 | 1966                                    | arch.buro Rietveld, Van Dillen en Van Tricht                     | Straat van Mozambique 1                                     | 52° 18' 32" NB, 4° 52' 39" OL | 0362/10088 | Upload foto                                                                                                |
| Brug en plantsoen met vijver                                                                               | 1937                                    | J. Wils                                                          | Veenendaalplein                                             | 52° 18' 2" NB, 4° 50' 54" OL  | 0362/10089 | Brug en plantsoen met vijver                                                                               |
| Voormalig dubbele spoorwegwachterswoning                                                                   | 1914                                    |                                                                  | Vierlingsbeeklaan 14A en 14B                                | 52° 17' 25" NB, 4° 50' 19" OL | 0362/10090 | Voormalig dubbele spoorwegwachterswoning                                                                   |
| Woonhuis onderdeel van complex woningen Van Spaenstraat 2 t/m 24 en Willem van Beijerenlaan 27 en 29       | 1927                                    | P.J.M. Zeegers                                                   | Willem van Beijerenlaan 27                                  | 52° 19' 3" NB, 4° 51' 32" OL  | 0362/10091 | Upload foto                                                                                                |
| Woonhuis onderdeel van complex woningen Van Spaenstraat 2 t/m 24 en Willem van Beijerenlaan 27 en 29       | 1927                                    | P.J.M. Zeegers                                                   | Willem van Beijerenlaan 29                                  | 52° 19' 3" NB, 4° 51' 32" OL  | 0362/10092 | Upload foto                                                                                                |
| Voormalig dubbele spoorwegwachterswoning en halte Karselaan 'Post 33 T'                                    | 1913                                    |                                                                  | Wolfert van Borsselenweg 92A en 92B                         | 52° 18' 41" NB, 4° 51' 3" OL  | 0362/10093 | Voormalig dubbele spoorwegwachterswoning en halte Karselaan 'Post 33 T'                                    |
| Vm landhuis, later woonhuis/kantoor                                                                        | 1919                                    | J. van der Bijl                                                  | Wolfert van Borsselenweg 95                                 | 52° 18' 43" NB, 4° 51' 8" OL  | 0362/10094 | Vm landhuis, later woonhuis/kantoor                                                                        |
| Zuil met bloembak                                                                                          | geplaatst 1927                          | Ch. Agterberg                                                    | Nassaupark                                                  | 52° 18' 57" NB, 4° 51' 5" OL  | 0362/10098 | Zuil met bloembak                                                                                          |
| Villa Cornelia vm ambtswoning burgemeester                                                                 | 1908                                    | L. van der Bijl                                                  | Dorpsstraat 10                                              | 52° 18' 12" NB, 4° 50' 48" OL | 0362/10099 | Villa Cornelia vm ambtswoning burgemeester                                                                 |
| Vm winkelwoonhuis                                                                                          | ca. 1900                                | Joh. A. Bakhuizen                                                | Dorpsstraat 24                                              | 52° 18' 10" NB, 4° 50' 48" OL | 0362/10100 | Vm winkelwoonhuis                                                                                          |
| Vm pastorie NH kerk                                                                                        | ca 1876                                 |                                                                  | Dorpsstraat 34                                              | 52° 18' 9" NB, 4° 50' 52" OL  | 0362/10101 | Vm pastorie NH kerk                                                                                        |
| Vm Openbare Lagere School                                                                                  | 1907                                    | L. van der Bijl                                                  | Dorpsstraat 38                                              | 52° 18' 8" NB, 4° 50' 51" OL  | 0362/10102 | Vm Openbare Lagere School                                                                                  |
| Woonhuis                                                                                                   | ca 1800                                 |                                                                  | Dorpsstraat 40-42                                           | 52° 18' 8" NB, 4° 50' 50" OL  | 0362/10103 | Woonhuis                                                                                                   |
| Woonhuis                                                                                                   | 1799                                    |                                                                  | Dorpsstraat 44                                              | 52° 18' 8" NB, 4° 50' 50" OL  | 0362/10104 | Woonhuis                                                                                                   |
| Vm café 'Het Dorstige Hert'                                                                                | ca 1911                                 | L. van der Bijl                                                  | Dorpsstraat 64-64A                                          | 52° 18' 8" NB, 4° 50' 47" OL  | 0362/10105 | Vm café 'Het Dorstige Hert'                                                                                |
| Complex winkel-woonhuizen gevelwand                                                                        | 1923                                    | Joh. A. Bakhuizen                                                | Dorpsstraat 66-76/ Stationsstraat 2-20                      | 52° 18' 7" NB, 4° 50' 47" OL  | 0362/10106 | Complex winkel-woonhuizen gevelwand                                                                        |
| Complex winkel-woonhuizen gevelwand                                                                        | 1926                                    | H. van der Bijl                                                  | Dorpsstraat 78/ Stationsstraat 1-5                          | 52° 18' 6" NB, 4° 50' 47" OL  | 0362/10107 | Complex winkel-woonhuizen gevelwand                                                                        |
| Vm Post- en Telegraafkantoor met bovenwoning                                                               | ca 1921                                 | L. van der Bijl                                                  | Stationsstraat 15-17                                        | 52° 18' 5" NB, 4° 50' 49" OL  | 0362/10108 | Vm Post- en Telegraafkantoor met bovenwoning                                                               |
| Vm kantoor Rijksontvanger der Belastingen met bovenwoning                                                  | 1922                                    | L. van der Bijl                                                  | Stationsstraat 24 en 26                                     | 52° 18' 6" NB, 4° 50' 50" OL  | 0362/10109 | Vm kantoor Rijksontvanger der Belastingen met bovenwoning                                                  |
| Woonhuis                                                                                                   | 1933                                    | Veerman & Dekker                                                 | Eikenrodelaan 68                                            | 52° 19' 12" NB, 4° 51' 55" OL | 0362/10110 | Upload foto                                                                                                |
| Vm pastorie bij Pauluskerk                                                                                 | 1937                                    | A.T. Kraan                                                       | Mr. Rendorplaan 32                                          | 52° 18' 46" NB, 4° 51' 17" OL | 0362/10111 | Vm pastorie bij Pauluskerk                                                                                 |
| Kosterswoning bij Pauluskerk                                                                               | 1937                                    | A.T. Kraan                                                       | Mr. Sixlaan 31                                              |                               | 0362/10112 | Kosterswoning bij Pauluskerk                                                                               |
| Pauluskerk                                                                                                 | 1937                                    | A.T. Kraan                                                       | Wolfert van Borsselenweg 116                                | 52° 18' 46" NB, 4° 51' 18" OL | 0362/10113 | Pauluskerk                                                                                                 |
| Villa Johanna                                                                                              | 1916                                    | J. Roodenburgh                                                   | Handweg 31                                                  | 52° 17' 55" NB, 4° 50' 43" OL | 0362/10115 | Villa Johanna                                                                                              |
| Woonhuis                                                                                                   | 1915                                    | Heineke & Kuipers                                                | Ouderkerkerlaan 10                                          | 52° 18' 4" NB, 4° 51' 0" OL   | 0362/10117 | Woonhuis                                                                                                   |
| Vier woonhuizen                                                                                            | 1932                                    | Corn. J.H. Schol                                                 | Baljuwenlaan 2 en 4/Margriete van Clevelaan 16 en 18        | 52° 19' 16" NB, 4° 51' 34" OL | 0362/10118 | Upload foto                                                                                                |
| Gevels van 2 flatgebouwen met elk 12 appartementen                                                         | 1960                                    | W.M. Dudok en R.M.H. Magnée                                      | Keizer Karelweg 259-281 en 307-329                          | 52° 18' 20" NB, 4° 51' 21" OL | 0362/10119 | Upload foto                                                                                                |
| Gevels van 5 woonhuizen                                                                                    | 1926/1927                               | H. van der Bijl                                                  | Margaretha van Borsselenweg 4/Rentmeesterslaan 65 t/m 68    |                               | 0362/10120 | Upload foto                                                                                                |
| Woonhuis                                                                                                   | 1932                                    | Corn. J.H. Schol                                                 | Baljuwenlaan 6                                              | 52° 19' 17" NB, 4° 51' 36" OL | 0362/10121 | Upload foto                                                                                                |
| Kerkgebouw H. Annakerk                                                                                     | 1927                                    | J.P.L Hendriks en H.C.M. van Beers                               | Amsterdamseweg 22                                           | 52° 18' 17" NB, 4° 50' 50" OL | 0362/10122 | Meer afbeeldingen                                                                                          |
| Boerderij Arbeid Adelt met zomerhuis en kaasmakerij met 1 beuk                                             | 1901                                    | L. van der Bijl                                                  | Bovenkerkerweg 86                                           | 52° 16' 31" NB, 4° 50' 25" OL | 0362/10046 | Upload foto                                                                                                |
| Kaasboerderij Clara Maria (voorheen Kent u zelve)                                                          | ca 1880                                 |                                                                  | Bovenkerkerweg 106                                          | 52° 15' 59" NB, 4° 50' 11" OL | 0362/10047 | Upload foto                                                                                                |
| Boerderij Hoeksjan                                                                                         | 1e kwart 19e eeuw                       |                                                                  | Bovenkerkerweg 112                                          | 52° 15' 47" NB, 4° 50' 27" OL | 0362/10048 | Upload foto                                                                                                |
| Langhuisboerderij Eben Haezer met zomerhuis met 1 beuk en 1 es                                             | 1896                                    |                                                                  | Bovenkerkerweg 132                                          | 52° 15' 13" NB, 4° 50' 14" OL | 0362/10049 | Upload foto                                                                                                |
| Drie woonhuizen gevelwand                                                                                  | 1925                                    | F.A. Warners                                                     | Catharina van Clevelaan 28/ Margriete van Clevelaan 1 en 3  | 52° 19' 11" NB, 4° 51' 33" OL | 0362/10050 | Upload foto                                                                                                |
| Drie woonhuizen gevelwand                                                                                  | 1926                                    | F.A. Warners                                                     | Catharina van Clevelaan 30 en 32/ Margriete van Clevelaan 2 | 52° 19' 11" NB, 4° 51' 33" OL | 0362/10051 | Upload foto                                                                                                |
| Michiel de Ruyterschool                                                                                    | 1930                                    | Dienst Gemeentewerken                                            | Catharina van Clevepark 10                                  | 52° 19' 12" NB, 4° 51' 44" OL | 0362/10052 | Upload foto                                                                                                |
| Trafostation                                                                                               | 1932                                    |                                                                  | Catharina van Clevepark 12                                  | 52° 19' 12" NB, 4° 51' 46" OL | 0362/10053 | Trafostation                                                                                               |
| Prof J.H. Gunningschool                                                                                    | 1952                                    | Gemeentewerken Nieuwer-Amstel                                    | De Savornin Lohmanlaan 2                                    | 52° 18' 18" NB, 4° 51' 7" OL  | 0362/10054 | Prof J.H. Gunningschool                                                                                    |
| Complex 4 woonhuizen gevelwand                                                                             | 1938                                    | Frans Jurrema                                                    | Dijkgravenlaan 1, 2, 3, 3A                                  | 52° 18' 47" NB, 4° 51' 26" OL | 0362/10055 | Upload foto                                                                                                |
| Vm koetshuis, later winkelwoonhuis                                                                         | 1909                                    | L. van der Bijl                                                  | Dorpsstraat 29                                              | 52° 18' 10" NB, 4° 50' 47" OL | 0362/10056 | Vm koetshuis, later winkelwoonhuis                                                                         |
| Twee winkelwoonhuizen gevelwand                                                                            | 1936                                    | bouwbureau Albert Heijn                                          | Dorpsstraat 31,33/Badlaan 2                                 | 52° 18' 9" NB, 4° 50' 46" OL  | 0362/10057 | Twee winkelwoonhuizen gevelwand                                                                            |
| Vm winkelwoonhuis, later winkel                                                                            | 1908                                    |                                                                  | Dorpsstraat 43                                              | 52° 18' 8" NB, 4° 50' 47" OL  | 0362/10058 | Vm winkelwoonhuis, later winkel                                                                            |
| Vm rijtuighandel/wagenmakerij, later winkelwoonhuis                                                        | 1910                                    | L. van der Bijl                                                  | Dorpsstraat 63                                              | 52° 18' 6" NB, 4° 50' 46" OL  | 0362/10059 | Vm rijtuighandel/wagenmakerij, later winkelwoonhuis                                                        |
| Woonhuis                                                                                                   | 1909                                    | L. van der Bijl                                                  | Dorpsstraat 65                                              | 52° 18' 6" NB, 4° 50' 46" OL  | 0362/10060 | Woonhuis                                                                                                   |
| Brug met herdenkingsboom bij geboorte prinses Beatrix (31 januari 1938)                                    | 1937                                    | J. Wils                                                          | Elegast ong.                                                |                               | 0362/10061 | Upload foto                                                                                                |
| Voormalig spoorwegwachterswoning 'Post 32'                                                                 | 1913                                    |                                                                  | Handweg 2                                                   | 52° 18' 1" NB, 4° 50' 46" OL  | 0362/10062 | Voormalig spoorwegwachterswoning 'Post 32'                                                                 |
| Vm onderwijzerswoning                                                                                      | ca 1908                                 |                                                                  | Handweg 111 en 113                                          | 52° 17' 41" NB, 4° 50' 39" OL | 0362/10063 | Vm onderwijzerswoning                                                                                      |
| Voormalige pastorie (voorgevel) met twee beuken (Fagus Sylvatica 'Atropunicea') in de voortuin             | 1907                                    | L. van der Bijl                                                  | Handweg 119                                                 | 52° 17' 40" NB, 4° 50' 38" OL | 0362/10064 | Voormalige pastorie (voorgevel) met twee beuken (Fagus Sylvatica 'Atropunicea') in de voortuin             |
| Woonhuis                                                                                                   | 1923                                    | H. Baarda & Jac. Bot                                             | Heemraadschapslaan 23                                       | 52° 18' 26" NB, 4° 51' 10" OL | 0362/10065 | Upload foto                                                                                                |
| Woonhuis                                                                                                   | 1923                                    | H. Baarda & J. Bot                                               | Heemraadschapslaan 25                                       | 52° 18' 26" NB, 4° 51' 10" OL | 0362/10066 | Upload foto                                                                                                |
| Woonhuis                                                                                                   | 1923                                    | H. Baarda & J. Bot                                               | Heemraadschapslaan 44                                       | 52° 18' 27" NB, 4° 51' 18" OL | 0362/10067 | Upload foto                                                                                                |
| Brug | 1937                                    | J. Wils                                                          | Ir. Romplaan ong.                                           |                               | 0362/10068 | Upload foto                                                                                                |
| Voormalig dubbele spoorwegwachterswoning                                                                   | 1914                                    |                                                                  | J.C. van Hattumweg 4 en 6                                   | 52° 16' 18" NB, 4° 49' 44" OL | 0362/10069 | Voormalig dubbele spoorwegwachterswoning                                                                   |
| Woonhuis met vm werkplaats                                                                                 | laatste kwart 19e eeuw                  |                                                                  | Kerklaan 40                                                 | 52° 15' 36" NB, 4° 52' 20" OL | 0362/10070 | Upload foto                                                                                                |
| Transformatorhuisje                                                                                        | 1927                                    |                                                                  | Molenweg nabij 39                                           | 52° 18' 29" NB, 4° 51' 1" OL  | 0362/10071 | Transformatorhuisje                                                                                        |
| Boerderij Bouwlust                                                                                         | 1820                                    |                                                                  | Nesserlaan 1                                                | 52° 16' 36" NB, 4° 50' 25" OL | 0362/10072 | Upload foto                                                                                                |
| Kerkgebouw gereformeerde Paaskerk                                                                          | 1962                                    | ir J.B. baron van Asbeck                                         | Augustinuspark 1                                            | 52° 17' 33" NB, 4° 51' 39" OL | 0362/10123 | Kerkgebouw gereformeerde Paaskerk                                                                          |
| Kerkgebouw Geref. Dorpskerk                                                                                | 1866                                    | Joh. A. Bakhuizen                                                | Dorpsstraat 36                                              | 52° 18' 9" NB, 4° 50' 50" OL  | 0362/10124 | Kerkgebouw Geref. Dorpskerk                                                                                |
| Pastorie en kerkgebouw Apostolisch Genootschap                                                             | 1940                                    | ir C.M. Bakker                                                   | Graaf Aelbrechtlaan 138 en 140                              | 52° 18' 31" NB, 4° 51' 36" OL | 0362/10125 | Pastorie en kerkgebouw Apostolisch Genootschap                                                             |
| Kerkgebouw met pastorie H. Geestkerk                                                                       | 1962                                    | J.G. de Groot                                                    | Haagbeuklaan 1 en 3                                         | 52° 17' 37" NB, 4° 50' 60" OL | 0362/10126 | Upload foto                                                                                                |
| Kerkgebouw Geref. Handwegkerk                                                                              | 1899                                    | B. Koolhaas                                                      | Handweg 117                                                 | 52° 17' 41" NB, 4° 50' 39" OL | 0362/10127 | Kerkgebouw Geref. Handwegkerk                                                                              |
| Kerkgebouw Titus Brandsmakerk met Karmelietenklooster                                                      | 1969                                    | M.J. Becska (arch.buro irs Thunnissen-van Kranendonk-Thunnissen) | Westelijk Halfrond 1 en 3A                                  | 52° 18' 29" NB, 4° 52' 36" OL | 0362/10128 | Upload foto                                                                                                |
| Broersepark. ingang aan Amsterdamseweg tussen 44 en 60.                                                    | 1926                                    | D.F. Tersteeg                                                    | Amsterdamseweg tussen 44 en 60                              | 52° 18' 24" NB, 4° 50' 56" OL | 0362/10129 | Broersepark. ingang aan Amsterdamseweg tussen 44 en 60.                                                    |
| Koos J. Landwehrpark. Amsterdamseweg tussen 297 en 311                                                     | 1950                                    | C.P. Broerse                                                     | Amsterdamseweg tussen 297 en 311                            | 52° 18' 57" NB, 4° 50' 56" OL | 0362/10130 | Koos J. Landwehrpark. Amsterdamseweg tussen 297 en 311                                                     |
| Parklaan 8. woonhuis en garage                                                                             | 1938                                    | dhr E. Verschuyl en dhr P. J. Verschuyl jr.                      | Parklaan 8                                                  | 52° 18' 18" NB, 4° 50' 55" OL | 0362/10131 | Parklaan 8. woonhuis en garage                                                                             |
| Vm. molen De Parel, onder de aandacht van de Rijksdienst gebracht                                          | 1766 (in 1882 herbouwd tot vijzelmolen) | Anthony de Heus en Anthony Coesandt                              | Amsteldijk Zuid 117                                         | 52° 16' 2" NB, 4° 52' 43" OL  | 0362/30017 | Vm. molen De Parel, onder de aandacht van de Rijksdienst gebracht                                          |
| Vm. molen De Hoorn, onder de aandacht van de Rijksdienst gebracht                                          | 1765 (in 1819 herbouw tot vijzelmolen)  | Johannes van Zijl                                                | Ringdijk Bovenkerkerpolder 15                               | 52° 16' 8" NB, 4° 52' 36" OL  | 0362/30018 | Upload foto                                                                                                |
| Vm. molen De Cornelia Wilhelmine, onder de aandacht van de Rijksdienst gebracht                            | 1767 (in 1836 herbouw tot vijzelmolen)  | Joost Timmer                                                     | Ringdijk Bovenkerkerpolder 18                               | 52° 16' 1" NB, 4° 52' 19" OL  | 0362/30019 | Upload foto                                                                                                |
| Complex 16 woonhuizen (Schneidershuisjes) Gevelwand met bermsloot                                          | 1902                                    |                                                                  | Amsteldijk Noord 1c-16                                      | 52° 17' 56" NB, 4° 53' 52" OL | 0362/40001 | Complex 16 woonhuizen (Schneidershuisjes) Gevelwand met bermsloot                                          |
| Complex 9 woonhuizen                                                                                       | 1930                                    | J.C. Brand                                                       | Boekenrodelaan 2-18                                         | 52° 19' 16" NB, 4° 51' 45" OL | 0362/40002 | Upload foto                                                                                                |
| Complex van 17 woonhuizen                                                                                  | 1927                                    | J.C. Brand                                                       | Catharina van Clevepark 1-29                                | 52° 19' 10" NB, 4° 51' 43" OL | 0362/40007 | Upload foto                                                                                                |
| Complex van 17 woonhuizen                                                                                  | 1927                                    | J.C. Brand                                                       | Rentmeesterslaan 69 en 70                                   | 52° 19' 10" NB, 4° 51' 42" OL | 0362/40007 | Upload foto                                                                                                |
| Complex 6 appartementen                                                                                    | 1949                                    | Wiegerinck & Rutgers                                             | Catharina van Clevepark 30-40                               | 52° 19' 12" NB, 4° 51' 51" OL | 0362/40003 | Upload foto                                                                                                |
| Complex 24 woonhuizen                                                                                      | 1938                                    | J.C. Teunisse                                                    | Claes Persijnlaan 2-12                                      | 52° 18' 44" NB, 4° 51' 36" OL | 0362/40004 | Upload foto                                                                                                |
| Complex 24 woonhuizen                                                                                      | 1938                                    | J.C. Teunisse                                                    | De Ruwiellaan 15-19                                         | 52° 18' 44" NB, 4° 51' 36" OL | 0362/40004 | Upload foto                                                                                                |
| Complex 24 woonhuizen                                                                                      | 1938                                    | J.C. Teunisse                                                    | De Ruyschlaan 195-205                                       | 52° 18' 44" NB, 4° 51' 38" OL | 0362/40004 | Upload foto                                                                                                |
| Complex 24 woonhuizen                                                                                      | 1939                                    | J.C. Teunisse                                                    | Dijkgravenlaan 17-21                                        | 52° 18' 46" NB, 4° 51' 36" OL | 0362/40004 | Upload foto                                                                                                |
| Complex van 22 woningen                                                                                    | 1931                                    | Alb. J. Kramer                                                   | Jan Tooropplantsoen 1-16                                    | 52° 19' 15" NB, 4° 51' 21" OL | 0362/40009 | Upload foto                                                                                                |
| Complex van 22 woningen                                                                                    | 1930                                    | Alb. J. Kramer                                                   | Met Jan Tooroplaan 51 t/m 53                                |                               | 0362/40009 | Upload foto                                                                                                |
| Complex van 22 woningen                                                                                    | 1931                                    | Alb. J. Kramer                                                   | Nieuwe Kalfjeslaan 11-15                                    | 52° 19' 16" NB, 4° 51' 17" OL | 0362/40009 | Upload foto                                                                                                |
| Complex 8 woningen                                                                                         | 1926                                    | A. Ingwersen                                                     | Nassaupark 1-8                                              | 52° 18' 57" NB, 4° 51' 4" OL  | 0362/40008 | Complex 8 woningen                                                                                         |
| Complex 79 woningen                                                                                        | 1950                                    | J.C. Teunisse                                                    | Patrimoniumlaan 1-85                                        | 52° 18' 37" NB, 4° 50' 52" OL | 0362/40005 | Complex 79 woningen                                                                                        |
| Complex 79 woningen                                                                                        | 1950                                    | J.C. Teunisse                                                    | Patrimoniumlaan 4-58                                        | 52° 18' 37" NB, 4° 50' 51" OL | 0362/40005 | Complex 79 woningen                                                                                        |
| Complex 79 woningen                                                                                        | 1950                                    | J.C. Teunisse                                                    | Spoorlaan 19-26                                             | 52° 18' 36" NB, 4° 51' 1" OL  | 0362/40005 | Upload foto                                                                                                |
| Complex 22 woningen                                                                                        | 1931 - 1935                             | A.R. de Vries & W. Pool                                          | Plantsoen Laanhorn 1 t/m 22                                 | 52° 19' 14" NB, 4° 51' 32" OL | 0362/40006 | Upload foto                                                                                                |
| woonhuis en voormalige melkrederij                                                                         | 1935                                    | H. van der Bijl                                                  | Amsteldijk-Zuid 107a                                        |                               | 0362/40007 | Upload foto                                                                                                |
| Woonhuis                                                                                                   | 1910 - 1935                             |                                                                  | Amsterdamseweg 483                                          |                               | 0362/40008 | Upload foto                                                                                                |
| Voormalig garagepand met werkplaats en bovenwoningen                                                       | 1924                                    |                                                                  | Amsterdamseweg 484-488                                      |                               | 0362/40009 | Upload foto                                                                                                |
| Bushokje                                                                                                   | ca. 1936                                |                                                                  | Dorpsstraat 24a                                             |                               | 0362/40010 | Upload foto                                                                                                |
| vm. Kiosk in Amsterdamse bos                                                                               | ca. 1935                                |                                                                  | Nieuwe Meerlaan 1a.                                         |                               | 0362/40011 | vm. Kiosk in Amsterdamse bos                                                                               |
| Voormalige O.l. Simon Lighthartschool                                                                      | 1953                                    |                                                                  | Van Weerden Poelmanlaan 4                                   |                               | 0362/40012 | Upload foto                                                                                                |
| Spoortracé tussen de gemeentegrens met Amsterdam en de keerlus in Bovenkerk                                | 1912-1918                               |                                                                  |                                                             |                               | 0362/40013 | Upload foto                                                                                                |